# Жабоклики-Кольонія
Жабоклики-Кольонія (пол. Żabokliki-Kolonia) — село в Польщі, у гміні Седльці Седлецького повіту Мазовецького воєводства.
Населення — 170 осіб (2011).
У 1975-1998 роках село належало до Седлецького воєводства.

## Демографія
Демографічна структура станом на 31 березня 2011 року:
|          | Загалом | Допрацездатний вік | Працездатний вік | Постпрацездатний вік |
| -------- | ------- | ------------------ | ---------------- | -------------------- |
| Чоловіки | 81      | 22                 | 53               | 6                    |
| Жінки    | 89      | 24                 | 45               | 20                   |
| Разом    | 170     | 46                 | 98               | 26                   |